# Caixa-d'água

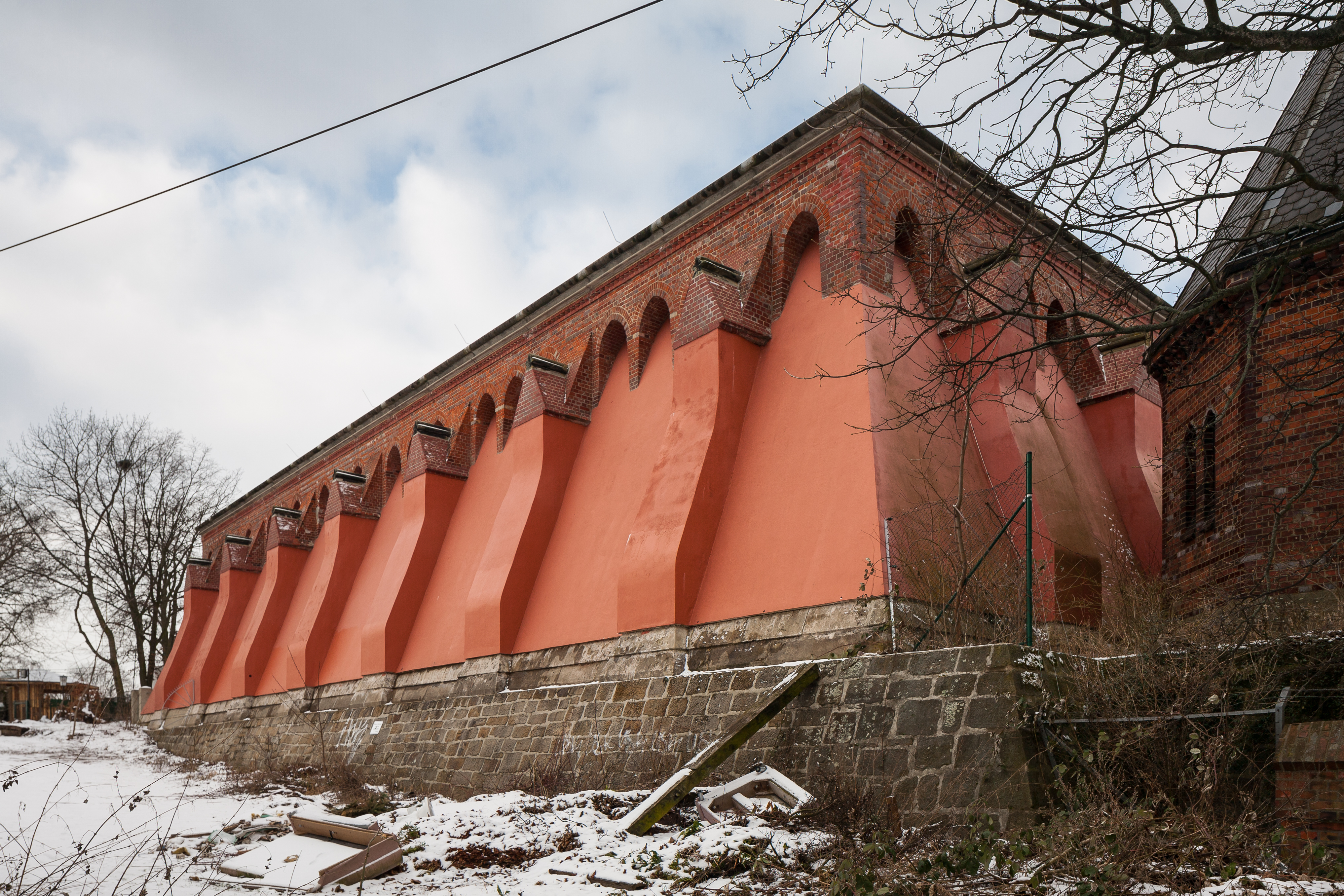
Caixa d’água de 1876 em Hanover, Alemanha

Uma caixa d’água é um depósito para armazenamento de água. Caixas d’água são usadas para fornecer água para uso em muitas aplicações, como para consumo humano, agricultura irrigada, extinção de incêndios, atividades agrícolas ou pecuárias, indústrias químicas e de preparo de alimentos e muitas outras. Os parâmetros de caixas d’água incluem o projeto geral do tanque e a escolha dos materiais de construção e de revestimento. Diversos materiais são usados para construir uma caixa d’água: plástico (polietileno, polipropileno), fibra de vidro, concreto, pedra ou aço (soldado ou aparafusado, de aço-carbono ou inoxidável). Depósitos de terra, como os matki usados no sul da Ásia, podem também ser usados para armazenar água. As caixas d’água são um modo eficiente para ajudar países em desenvolvimento a estocar água limpa.

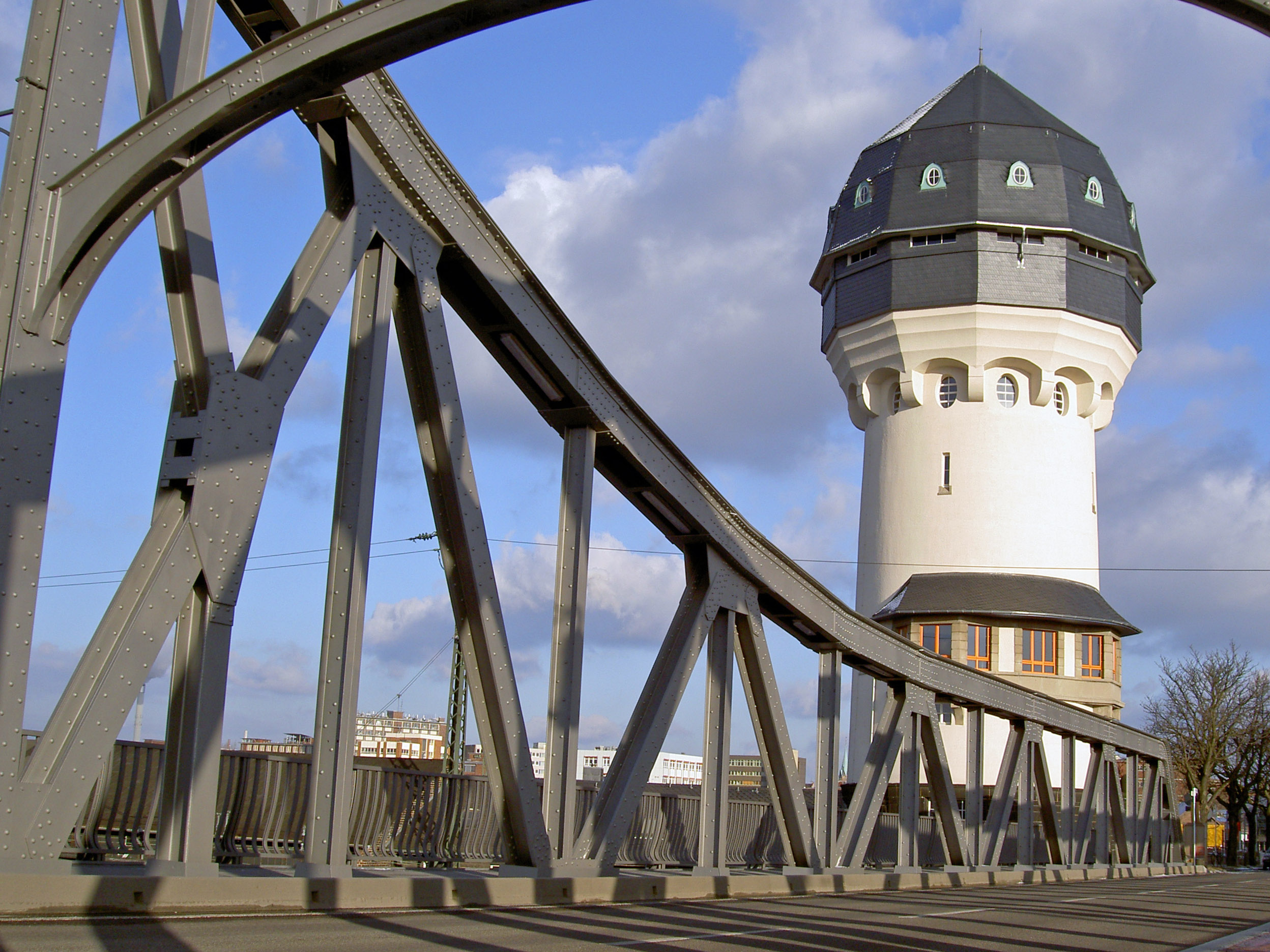
Castelo d'água na Alemanha

Caixas-d'água de empresas de saneamento (distribuidoras de água) ou instalações particulares muito grandes (a partir de dezenas de milhares de litros) são denominadas reservatórios. Podem ser construídas abaixo (reservatório enterrado) ou acima do solo (reservatório elevado ou castelo d'água), neste caso em edificação própria e isolada, geralmente no alto de morros ou de edificações.

## História

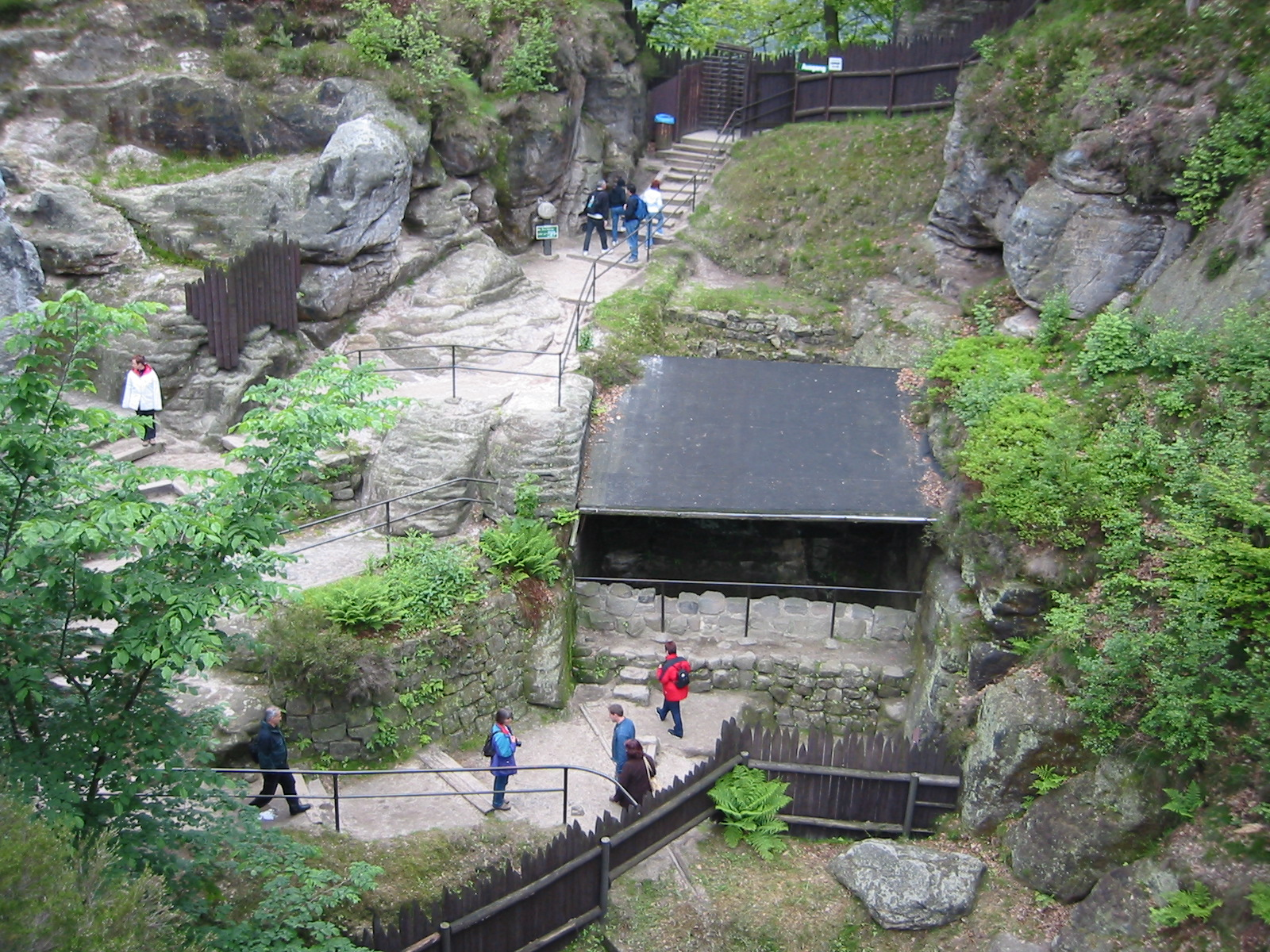
Caixa d’água feita de pedra no pátio de um castelo na Saxônia, Alemanha

Ao longo da História, tanques de madeira, cerâmica e pedra foram usados para armazenar água. Esses eram depósitos naturais ou feitos pelo homem, e alguns deles ainda estão em serviço. A Civilização do Vale do Indo (3000-1500 a.C.) utilizava celeiros e caixas d’água. Castelos medievais precisavam de depósitos de água para suportar cercos. Uma caixa d’água de madeira encontrada no Parque Estadual Año Nuevo, na Califórnia, EUA, foi restaurada após ser totalmente tomada pela hera. Ela tinha sido construída em 1884.

## Projeto e manutenção

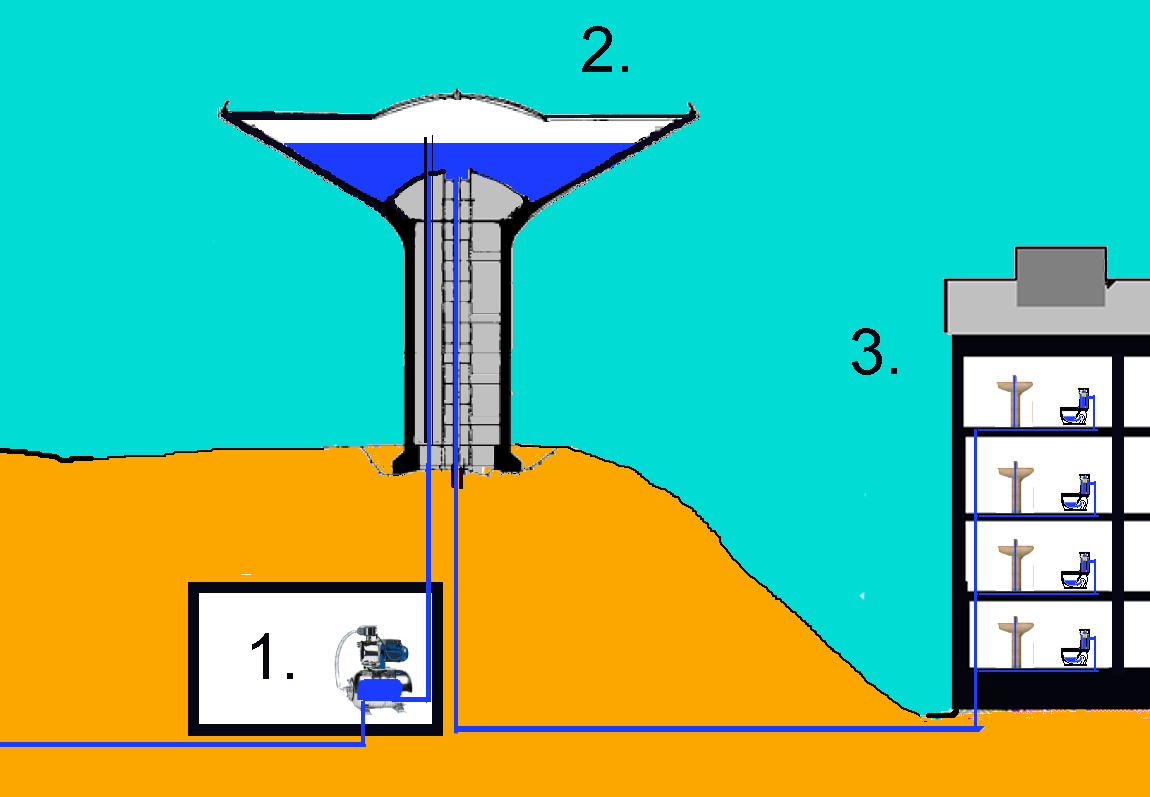
Funcionamento de uma caixa d'água com estação de bombeamento (1), a caixa d'água (2) e o consumidor (3)

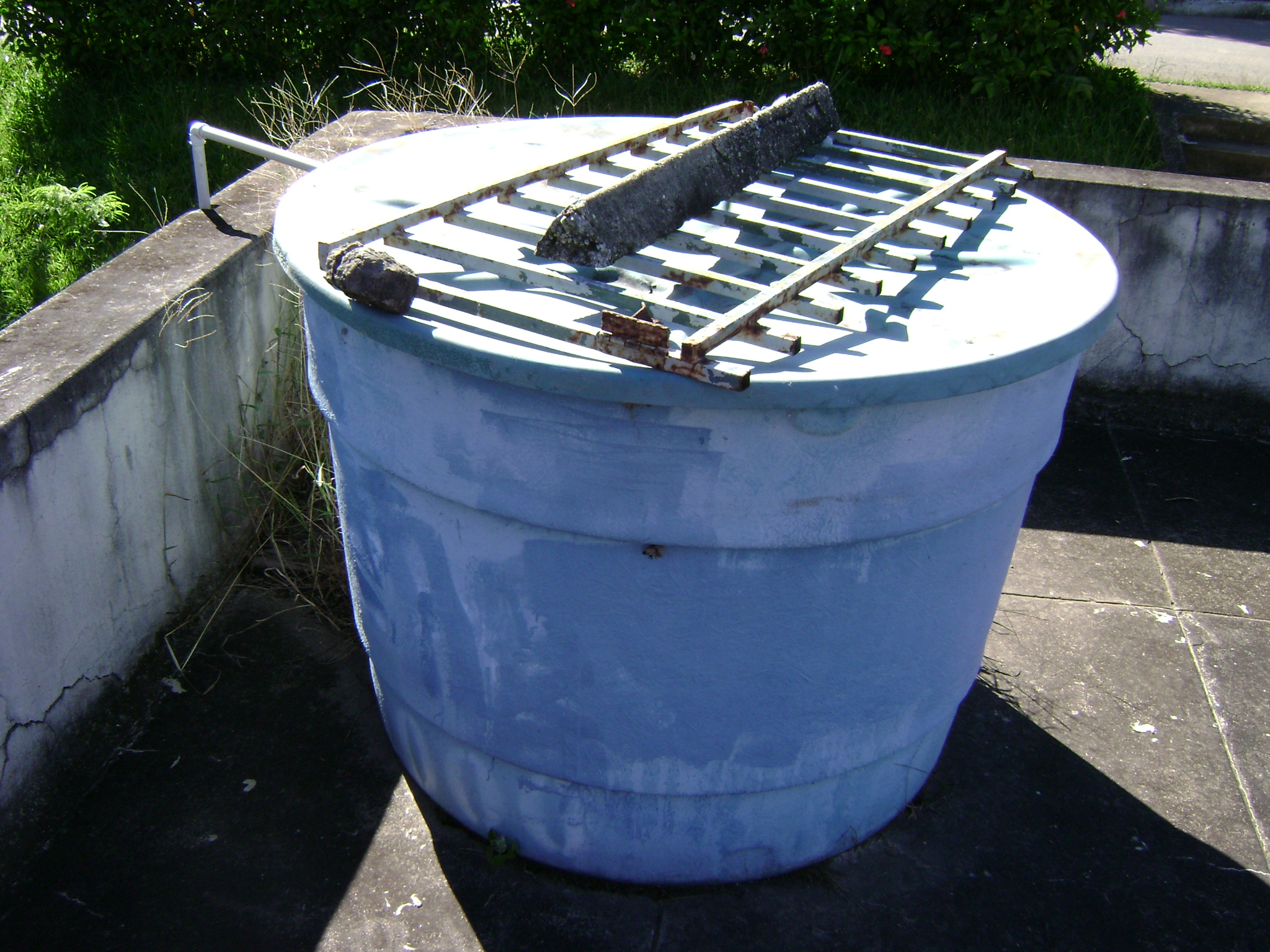
Uma caixa d'água simples

Uma caixa d'água possui um dispositivo que pode funcionar por gravidade ou com uma bomba hidráulica, que extrai água da rua ou de outro reservatório (que pode também ser chamado cisterna). Pode usar, também, um dispositivo conhecido como boia (que regula o nível em determinada altura, nunca alto a ponto de transbordar, nem baixo a ponto de faltar água), possuindo uma saída na parte de baixo para o imóvel e outra saída, na parte de cima, o vertedouro, (chamado popularmente de ladrão), por onde sai o excesso para evitar o transbordamento.
Funções da caixa d'água:
- armazenar água, caso falte abastecimento externo;
- entregar água para a casa a uma vazão maior do que a de entrada, adequado para abastecer privadas ou banhos;
- instalado a uma altura elevada em relação à altura da saída da caixa d'água, fornecer a água a uma alta pressão.

Por projeto, uma caixa d’água não deve permitir contaminações à água. A água é suscetível a diversas influências ambientais negativas, como bactérias, vírus, algas, variações no pH, acúmulo de minerais e de gás. A contaminação pode provir de diversas origens, como a tubulação, os materiais de construção do tanque, fezes de animais e entrada de minerais e gases. Uma caixa d’água corretamente projetada deve mitigar esses efeitos negativos.
No Brasil, os procedimentos de controle e de vigilância da qualidade da água para consumo humano e seu padrão de potabilidade são estabelecidos pela Portaria 2914 do Ministério da Saúde, de 12/12/2011, e cabe aos estados definir regras complementares para a realização desses controles. Em São Paulo, por exemplo, a Portaria CVS 5 de 09/04/2013, 
que dá o regulamento técnico sobre boas práticas para estabelecimentos comerciais de alimentos e para serviços de alimentação, estabelece o prazo de seis meses para a lavagem das caixas d’água, ou na ocorrência de acidentes que possam contaminar a água, tais como queda de animais, sujeira, enchentes, entre outros.